# Gianni Faresin
Gianni Faresin (ur. 16 lipca 1965 w Marostica) – włoski kolarz szosowy.  
Zakończył profesjonalną karierę w 2004 roku. Do najważniejszych sportowych osiągnięć należy zwycięstwo w prestiżowym wyścigu Giro di Lombardia w 1995 roku oraz mistrzostwo Włoch w wyścigu ze startu wspólnego dwa lata później.

## Najważniejsze osiągnięcia
- 1991
  - 1. miejsce w GP Industria & Artigianato di Larciano
  - 1. miejsce w Gran Premio Città di Camaiore
- 1992
  - 1. miejsce w GP Industria & Artigianato di Larciano
  - 2. miejsce w mistrzostwach Włoch (start wspólny)
- 1993
  - 11. miejsce w Tour de France
  - 2. miejsce w Clásica de San Sebastián
- 1994
  - 1. miejsce na 3. etapie Giro del Trentino
  - 3. miejsce w mistrzostwach Włoch (start wspólny)
- 1995
  - 1. miejsce w Giro di Lombardia
  - 1. miejsce w Hofbrau Cup
    - 1. miejsce na 3. etapie
- 1996
  - 1. miejsce na 3. etapie Giro del Trentino
  - 2. miejsce w Tour de Suisse
- 1997
  -  1. miejsce w mistrzostwach Włoch (start wspólny)
  - 1. miejsce w GP Industria & Artigianato di Larciano
  - 9. miejsce w Vuelta a España
- 1998
  - 6. miejsce w Giro d'Italia
- 1999
  - 2. miejsce w Paryż-Tours
- 2000
  - 1. miejsce w LUK-Cup Bühl
- 2001
  - 1. miejsce w Trofeo Matteotti